# Dz (digraf)
Dz je digraf latinky, který se skládá z písmen D a Z. Digraf se vyslovuje [d͡z]IPA /, [t͡s]IPA, nebo [z]IPA podle jazyka.

## Používání v jazycích
Dz se v latince vyslovuje jako [d͡z] v maďarštině, kašubštině, lotyštině, litevštině, polštině a slovenštině. Nicméně v čipevajštině a kantonským přepisem čínštiny se dz vyslovuje [t͡s] a ve vietnamštině se vyslovuje [z].

### Polština
Dz se většinou vyslovuje [d͡z]. Když za digrafem dz následuje i (např. dziecko), vyslovuje se [d͡ʑ].

#### Příklady
dzwon (zvon)
 rodzaj (druh)
Příklady, kdy za dz následuje i:
 dziecko (dítě)
 dziewczyna (dívka, přítelkyně)

### Slovenština
Ve slovenštině je digraf dz devátým prvkem slovenské abecedy. Příklady slov s tímto fonémem zahrnují:
- medzi (mezi)

- hrádza (přehrada, hráz)

Digraf se nerozděluje dělením slov:
- medzi → me-dzi
- hrádza → hrá-dza

Když však d a z pocházejí z různých morfémů, jsou považovány za samostatná písmena a musí být rozdělena dělením slov:
- odzemok (typ lidového tance) → od-ze-mok

- nadzvukový (nadzvukový) → nad-zvu-ko-vý